# Rete 4
Rete 4是義大利的一個電視頻道。屬Mediaset集團所有。Rete 4是民營商業電視台。Rete 4的主要新聞節目是TG4。2012年12月4日開始，Rete 4開始播出高清訊號節目。

## 外部連結
- Official site（页面存档备份，存于） （意大利文）
- COURT OF JUSTICE OF THE EUROPEAN COMMUNITIES